# 第一セントラル
第一セントラル（だいいちセントラル）は、セントラルフェリーが運航していたフェリー。

## 概要
セントラルフェリーの第一船として三菱重工業下関造船所で建造され、1971年4月14日に就航した。
1972年2月16日、神戸航路、大阪航路が減便により隔日運航となり、本船と第六セントラルによる運航となった。
1972年11月　航路休止により係船された。
その後、海外売船され、アルジェリアで就航した。

### 航路
セントラルフェリー
- 川崎港 - 神戸港（東神戸フェリーセンター）

第二セントラルの就航までは本船のみで運航された。
- 川崎港 - 大阪港

## 設計
傾斜船首と巡洋艦形船尾の構造とし、高速での外洋航行のため耐波性能に重点を置き船首フレアを上方まで延長しナックルラインを波浪に合わせた形とした。車両甲板は全通2層式とした。
同型船として第六セントラルが建造されたが、上部構造物が異なり、総トン数も増加している。

## 船内
貨物輸送を重点としつつレジャーに対する配慮を図った旅客設備が施されており、通路を広く客室をわかりやすく配置し内装はセントラルフェリーのイメージカラーであるブルーを基調にシンプルなデザインとした。
船室
- 特等室（2室 4名）
- 一等室（6名×9室 54名）
- 二等室（416名）
- ドライバー室（80名）

公室
- エントランス - 種々の色彩を金属材でシンプルにまとめ、中央装飾壁に船内配置をモチーフとしたガラスタイルを配した。
  - 売店
  - 案内所
  - ゲームコーナー
- レストラン - 暖色系を基調に明るくゆったりとした印象とした[1]。
- ラウンジ - 船尾部に神戸の夜景をモチーフとしたレリーフを施した[1]。
- バー - ブラックとイエローを基調に金属でアクセントをつけた[1]。

車両甲板
- 上部車両甲板：トラック52台[1]
- 下部車両甲板：トラック59台[1]
- 艙内車両甲板：乗用車15台・トラック6台[1]